# Heinrich Adamy
Heinrich August Adamy (ur. 27 stycznia 1812 w Kamiennej Górze, zm. 13 października 1897 we Wrocławiu) – niemiecki nauczyciel, popularyzator wiedzy geograficznej i historycznej o Śląsku i Wrocławiu, autor pierwszego syntetycznego opracowania toponimii śląskich miejscowości.

## Życiorys
Po ukończeniu szkoły powszechnej w swoim rodzinnym mieście rozpoczął naukę w gimnazjum w Jeleniej Górze. Przerwał ją jednak będąc uczniem trzeciej klasy. W latach 1831–1834 kształcił się w seminarium nauczycielskim w Bolesławcu. Pracę w zawodzie nauczyciela rozpoczął w szkole ewangelickiej w Świdnicy zaraz po ukończeniu seminarium. Jednak już w następnym roku przeniósł się do Poznania, aby objąć posadę prywatnego nauczyciela w domu Eduarda von Flotwella, nadprezydenta Wielkiego Księstwa Poznańskiego. Później uczył także w Gimnazjum im. Luizy i jednej z poznańskich prywatnych szkół męskich.
W roku 1841 powrócił do Kamiennej Góry, gdzie pracował przez kolejne dwa lata, a przez następny rok jeszcze w prywatnej szkole męskiej w Jeleniej Górze. W roku 1844 przybył do Wrocławia, gdzie objął posadę w elitarnym Królewskim Gimnazjum im. Fryderyka. Pracował tam przez następne czterdzieści lat do przejścia w stan spoczynku w roku 1884 .
W swojej pracy nauczycielskiej wykazywał się nieprzeciętnym talentem dydaktycznym. Jego osiągnięcia stały się znane nie tylko we Wrocławiu, ale i w innych powiatach prowincji śląskiej dzięki jego publikacjom, gdyż w ostatnich latach swojej aktywności zawodowej zajął się pisaniem książek z zakresu geografii i historii Śląska . Opracowywał je na podstawie najnowszych wówczas danych pochodzących z badań wrocławskich naukowców. Sam także pomimo braku wyższego wykształcenia prowadził własne badania naukowe. Od roku 1860 był aktywnym członkiem Towarzystwa Historii i Pradziejów Śląska (Verein für Geschichte und Alterthum Schlesiens).

## Publikacje
W swoim dorobku literackim posiadał kilka publikacji, które osiągnęły wysoki nakład i stały się w owym czasie bardzo popularne. Najstarsza z nich wydana została w roku 1872, nosiła tytuł Heimathskunde von Breslau. W latach osiemdziesiątych XIX stulecia napisał jeszcze trzy podręczniki do geografii Śląska: Schlesien, nach seinen physischen, topographischen und statistischen Verhältnissen (1880), który doczekał się do końca XIX w. siedmiu edycji, Bilder aus der Heimatkunde der Provinz Schlesien (1883) i Geographie von Schlesien für den Elementarunterricht (1884). Ponadto był autorem dwóch map: Śląska i okolic Wrocławia .
Za najważniejsze jego dzieło uważa się jednak wydaną w roku 1887 i wznowioną (z poprawkami i uzupełnieniami) w 1888 komentowaną klasyfikację nazw miejscowości Śląska pt. Die schlesischen Ortsnamen, ihre Entstehung und Bedeutung. Ein Bild aus der Vorzeit (Śląskie nazwy miejscowe, ich pochodzenie i znaczenie. Obraz z przeszłości). Adamy jako pierwszy w historii regionu podjął próbę wyjaśnienia etymologii wszystkich nazw miejscowych całego Śląska. Na podstawie swoich własnych amatorskich przemyśleń zestawił nazwy wszystkich miejscowości, grupując je według pochodzenia.

Praca ta posiada dziś jednak nikłą wartość poznawczą, pełna jest błędów i niczym nie popartych fantastycznych twierdzeń. Np. popularną w śląskich nazwach miejscowych niemiecką końcówkę -witz błędnie wywodzi od łacińskiego vicus, czyli wieś. Nazwę wsi Herrnprotsch wywodzi po „ludowemu” od słowa praca, wsi Pilsnitz od niemieckiego słowa Pilz, czyli grzyb, gdy tymczasem pochodziła ona od polskiego rzeczownika pilch. Praca Heinricha Adamy’ego zawiera jeszcze wiele takich kuriozów. Autor nie miał odpowiedniego przygotowania merytorycznego, gdy ją tworzył. Nie znał języka polskiego, ani skromnych jeszcze osiągnięć ówczesnej, bo tworzącej się dopiero subdyscypliny językoznawstwa – onomastyki. Stąd tak liczne są jego chybione tezy i interpretacje nazw miejscowych. Zasługą jego jest jednak to, że zajął się tym tematem jako pierwszy wzbudzając zainteresowanie innych badaczy. Już w następnych latach temat ten podjęli m.in. Konstanty Damrot, czy niemiecki nauczyciel i krajoznawca Paul Hefftner.